# XIX. Budapester Bezirk
Der XIX. Bezirk der ungarischen Hauptstadt Budapest wird auch Kispest („Klein-Pest“) genannt und ist am 1. Januar 1950 mit dem Anschluss der bis dahin eigenständigen Stadt Kispest entstanden. Gleichzeitig ist er der Name des größeren der beiden Stadtteile, aus denen sich der Bezirk zusammensetzt.

## Lage und Daten
Kispest grenzt im Norden an den X. Bezirk (Kőbánya), im Osten an den XVIII. Bezirk (Pestszentlőrinc-Pestszentimre), im Süden an den XXIII. Bezirk (Soroksár) und im Westen an den IX. (Ferencváros) und XX. Bezirk (Pesterzsébet). Dort leben etwa vier Prozent der 1.696.128 Einwohner von Budapest. Derzeitiger Bürgermeister ist Péter Gajda.

## Geschichte

### Bis zum 19. Jahrhundert
Das Gebiet war bereits vor der Zeit der Landnahme besiedelt. Es wurden beispielsweise Spuren awarischer Siedlungen gefunden. Zur Zeit des Mongolensturms wurden die Siedlungen zerstört. Danach diente das Gebiet jahrhundertelang als königliches Jagdrevier, zum Beispiel unter Matthias Corvinus. Im Jahr 1723 geriet der Szentlőrinc puszta genannte Bereich in den Besitz von Antal Grassalkovich I., mit dessen Namen unter anderem der Bau einer Kapelle verbunden ist. Nachdem die Familie Grassalkovich ausgestorben war, wechselten die Besitzer des Gebiets mehrmals.

### Bis zum Ersten Weltkrieg

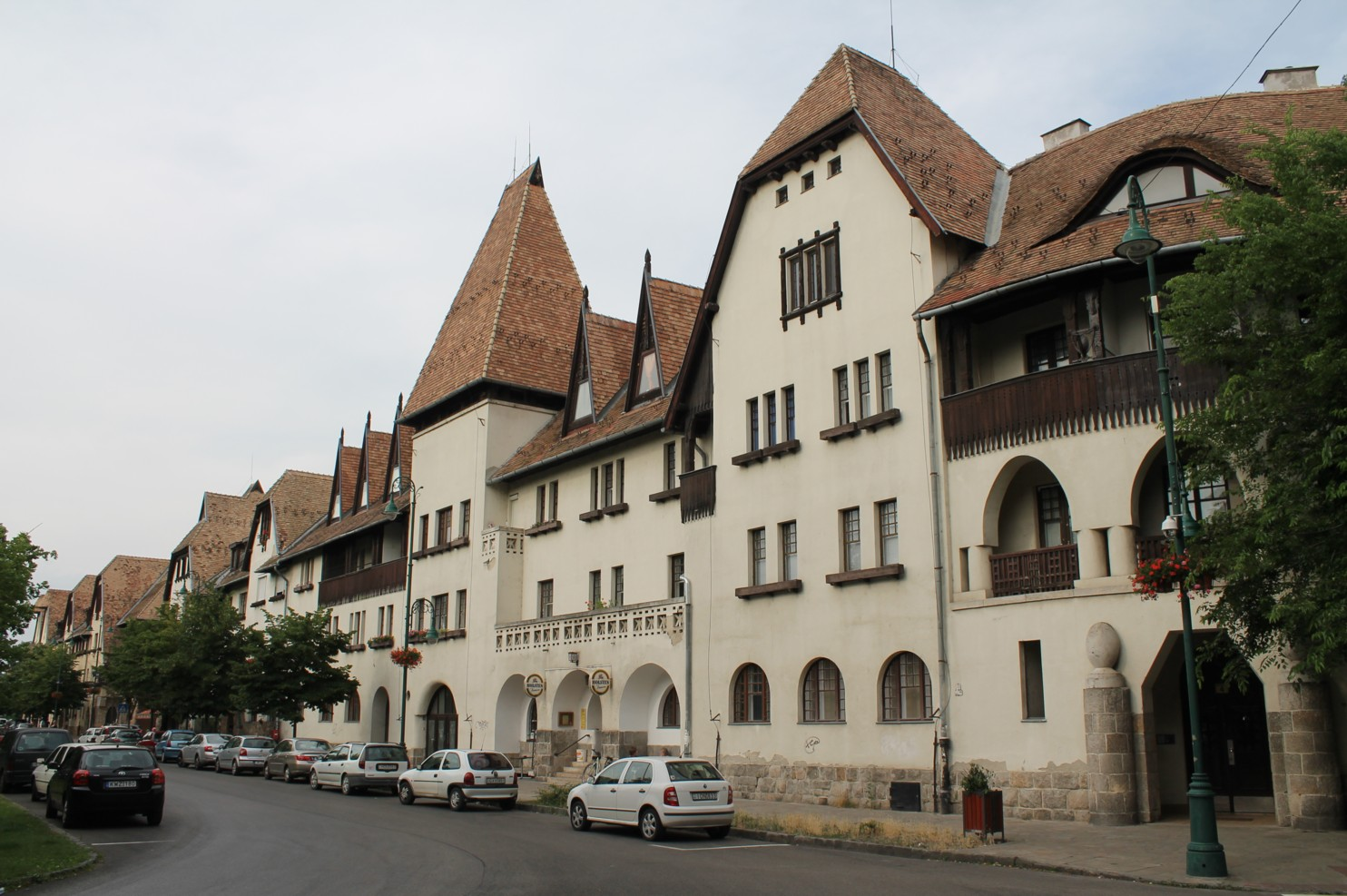
Wohnhäuser am Károly-Kós-Platz in Wekerletelep

Im Jahr 1850 wurde der Bereich in Parzellen aufgeteilt. Danach kauften der Ingenieur und Ministerialberater Károly Herich, der Ingenieur József Egger und der Anwalt Lajos Rózsa den Grund auf. Mit der 1869 gegründeten Colonie-Klein-Pest konnten sie den Wert des Gebiets steigern. Im Jahr 1871 wurde die Kleingemeinde Kispest gegründet.
1880 betrug die Zahl der Einwohner 1800 Personen, die verschiedenen Nationalitäten angehörten. Kispest erlebte während der industriellen Revolution einen Aufschwung. Diese Entwicklung wurde auch nicht gebremst, als Pestszentlőrinc 1909 von Kispest abgetrennt wurde. Ein Jahr später erreichte die Einwohnerzahl 30.000. Im Jahr 1911 wurde Kispest zum Sitz der Bezirksregierung (járási székhely). Diese heute nicht mehr existierende Untergliederung von Komitaten umfasste die Orte Erzsébetfalva, Csepel, Soroksár, Pestszentlőrinc und Dunaharaszti.
Im Jahr 1908 initiierte Ministerpräsident Sándor Wekerle den Bau der nach ihm benannten Gartenstadt Wekerletelep, nachdem er das Gebiet mit staatlichen Mitteln von der Familie Sárkány hatte erwerben lassen. Der Wekerletelep ist ein Beispiel für die Stadtentwicklung im 20. Jahrhundert und bot neuen Wohnraum für tausende Menschen. Die Planung des Gebiets folgte regelmäßigen geometrischen Formen. Ursprünglich war Wekerletelep als Wohngebiet für Arbeiter vorgesehen, jedoch war es letztlich nur Angehörigen der Mittelklasse erlaubt, sich dort niederzulassen. Das Tor am geometrisch hervorgehobenen Fő tér („Hauptplatz“) wurde von Károly Kós, einem Architekten aus Siebenbürgen entworfen und weist stilistische Merkmale aus dessen Heimat auf.

### Zwischen den Weltkriegen
Die Industrialisierung des Gebiets, etwa durch die Fabriken Hofherr-Schrantz und Hungária-Jacquard, führten insbesondere am Ende des Ersten Weltkrieges zu gesteigerten gesellschaftlichen Spannungen.
1920 stieg die Einwohnerzahl auf 50.000, wovon nun 92 % Ungarisch sprachen. Am 15. November 1921 wurde beschlossen, dass Kispest den Status einer Stadt (rendezett tanácsú város) erhält. Die Gründungsversammlung fand am 22. Juli 1922 statt. Der erste Bürgermeister war Dr. Gyula Válya, dessen Nachfolge József Molnár 1930 antrat.
Die zunehmende Verschuldung der Stadt konnte erst 1936 gebremst werden. Während des Zweiten Weltkrieges, vor allem 1943 und 1944 verursachten Flächenbombardements schwere Schäden.

### Nach dem Zweiten Weltkrieg
Nach dem Krieg wurde zunächst Miklós Petri, danach Gyula Barei Bürgermeister. Der 1947 gewählte Bürgermeister nahm dieses Amt als Letzter ein. Am 1. Januar 1950 wurde Rezső Nyers Ratsvorsitzender von Kispest, das seither der XIX. Bezirk von Budapest ist.

## Ausstellungsräume
- Kispesti Helytörténeti Gyűjtemény (Fő utca 38): Die Ausstellung informiert über die Geschichte von Kispest von der Gründung als eigenständige Gemeinde bis 1950.
- Nagy Balogh János Kiállítóterem (Ady Endre út 57)

## Sport
Der Fußballverein von Kispest ist der Budapest Honvéd FC (früher Kispesti AC, Budapesti Honvéd oder auch Kispest-Honvéd). Der Verein gehört nach Fradi, MTK und Újpest zu den erfolgreichsten des Landes. Außerdem wurde der Fußballspieler Ferenc Puskás in Kispest geboren. Er begann seine Karriere im Bozsik-Stadion.

## Persönlichkeiten
Folgende Personen wurden in Kispest geboren:
- Tivadar Ács, Historiker und Journalist
- György Bárdy, Schauspieler
- Ilona Béres, Schauspielerin
- János Enyedi (1937–2017), Maler und Bildhauer
- Magdolna Fazekas, Malerin
- Józsa Hacser, Schauspieler
- Antal Kocsis (1905–1994), Olympiasieger im Boxen
- Sándor Lezsák, Dichter, Politiker und ehemaliger Vizepräsident des Parlaments
- József Magyar (1880–1962), Kammmacher- und Handwerksmeister, mit Goldmedaille
- Balogh János Nagy, Maler und Grafiker
- Ferenc Puskás (1927–2006), Fußballspieler, Trainer und Kapitän der Aranycsapat, Vizeweltmeister 1954
- Martin Reiner (1900–1973): Bildhauer
- István Sándorfi (1948–2007), Kunstmaler
- Vilmos Tátrai (1912–1999), Geiger, Dirigent und Musikpädagoge
- Gyula Tófalvi, Vorsitzender des Rats für Weltraumforschung (Űrkutatási Tudományos Tanács)
- György Tumpek (1929–2022), Schwimmer
- Mihály Zsofinyecz (1906–1986), Politiker

## Größere öffentliche Plätze und Straßen
- Nagykőrösi út
- Puskás Ferenc utca
- Ady Endre út, früher Szent Imre herceg útja, noch früher Sárkány út
- Határ út
- Kőbánya-Kispest, Endstation der Metrolinie 3 („blaue“ Linie)
- Üllői út,  zw. 1948 und 1990: Vöröshadsereg útja

## Partnerstädte
- Smolyan, Bulgarien
- Vrbovec, Kroatien
- Sombor, Serbien

## Fotos

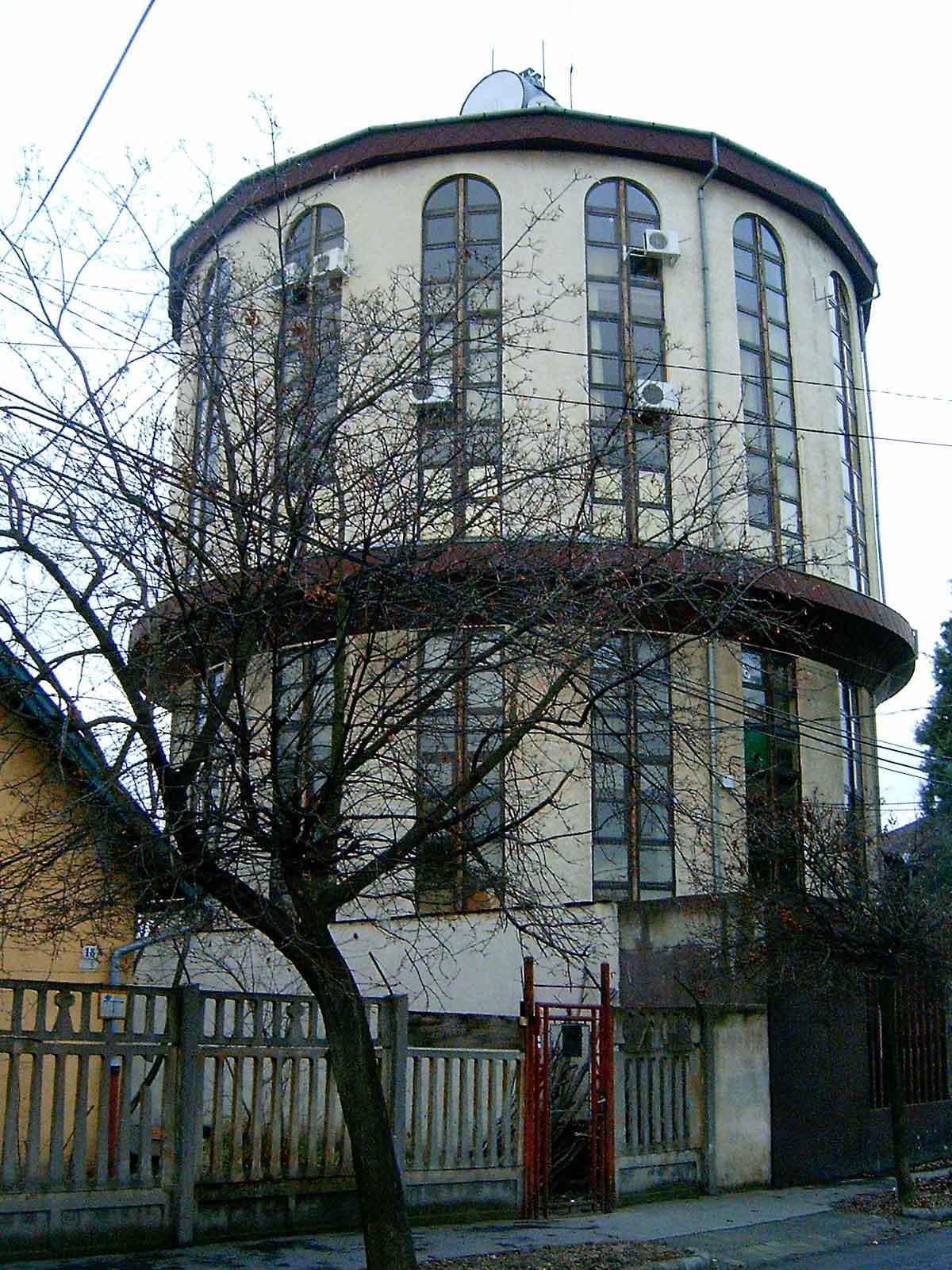
Kispester Wasserturm (2007)
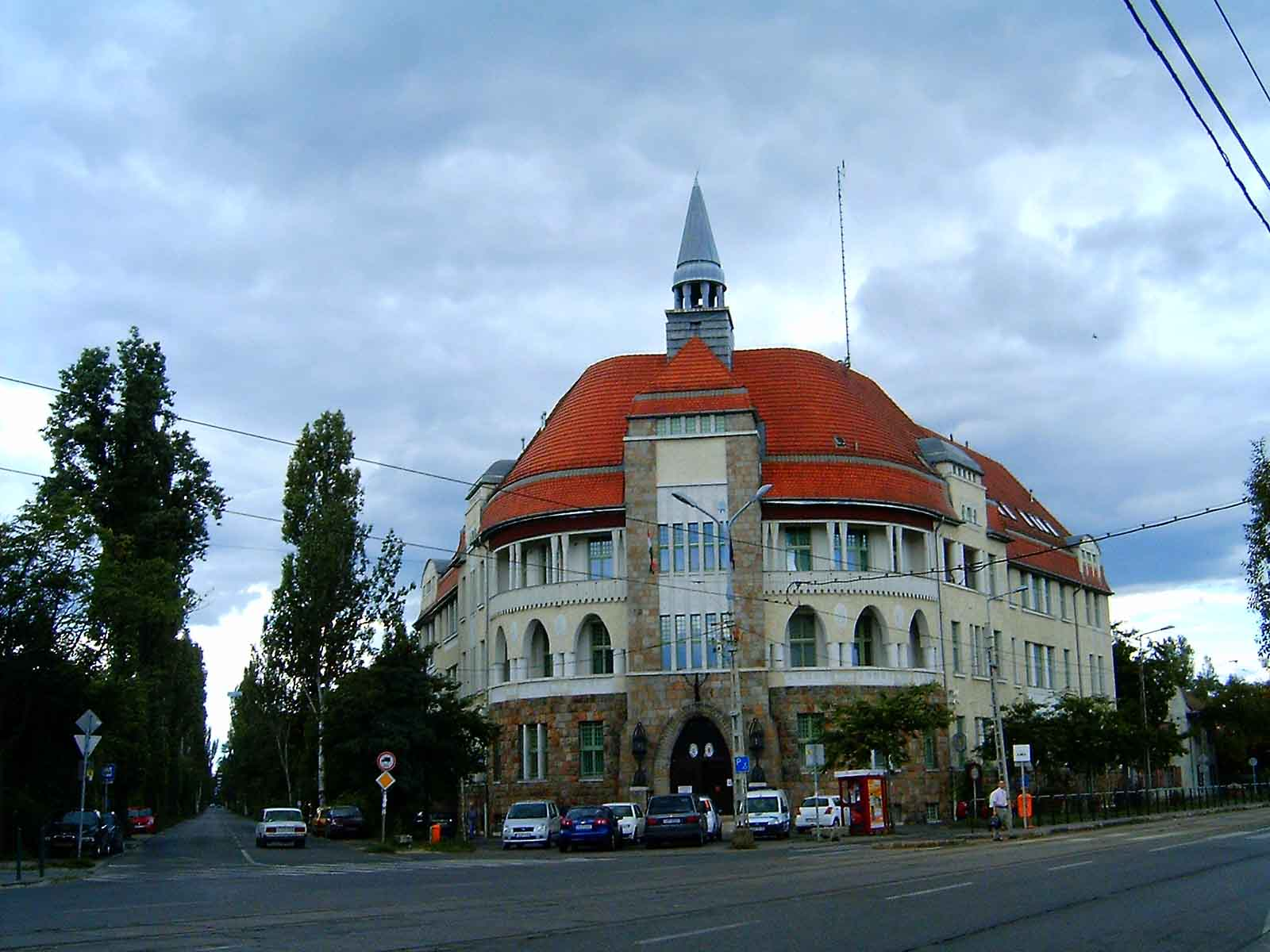
Kispester Polizei (2008)
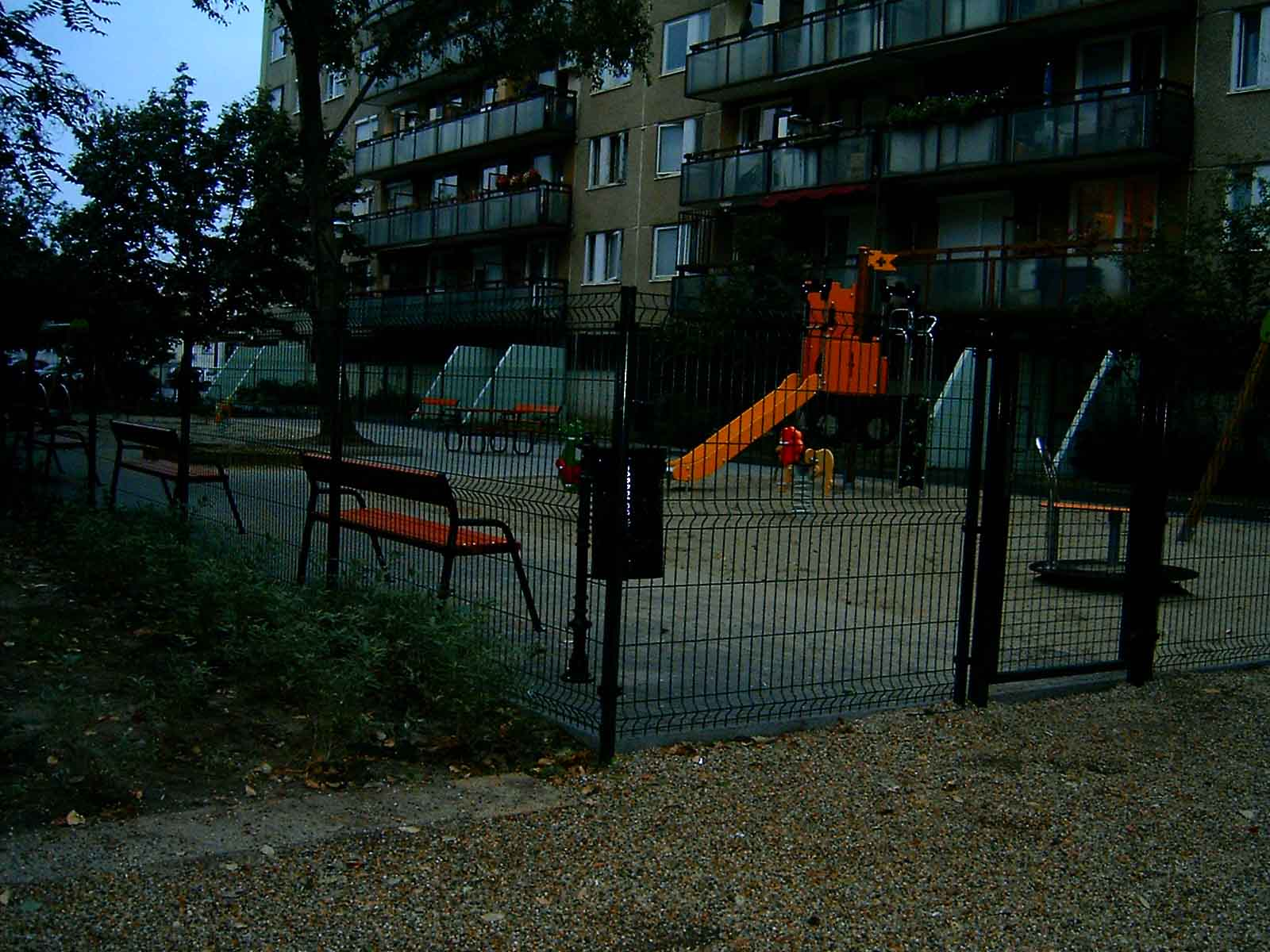
Spielplatz (2008)
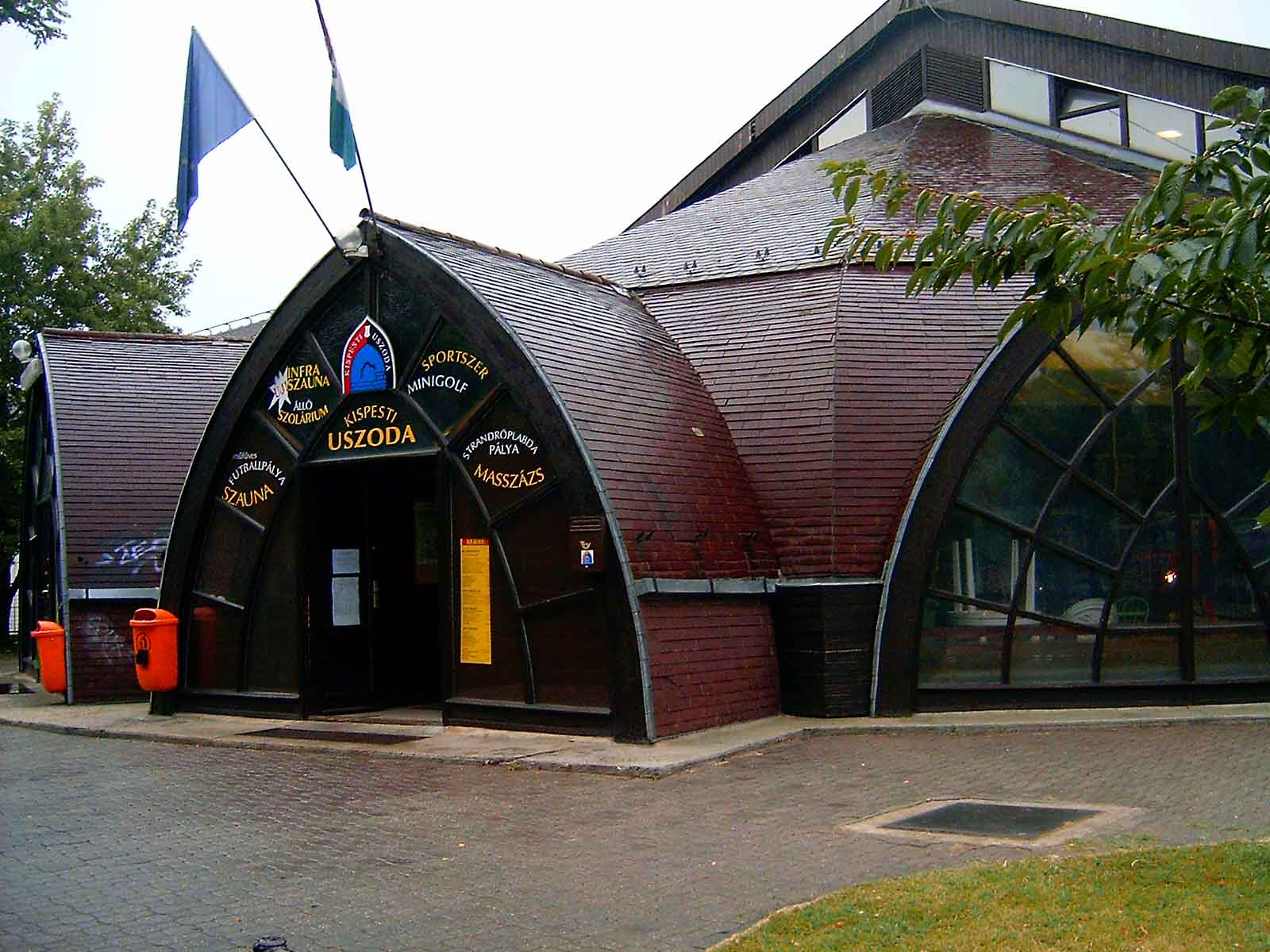
Schwimmbad (2008)
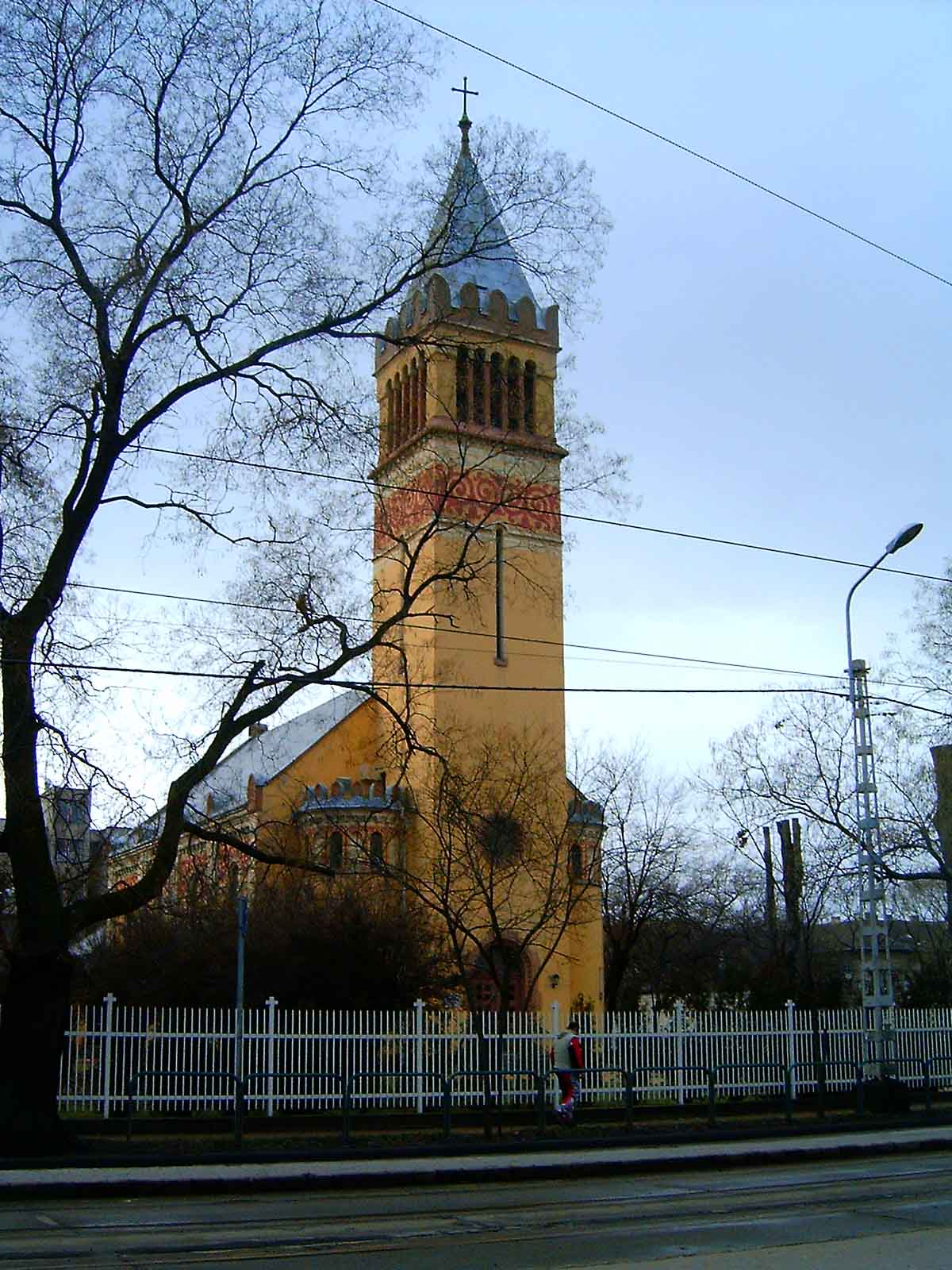
Evangelische Kirche (2008)
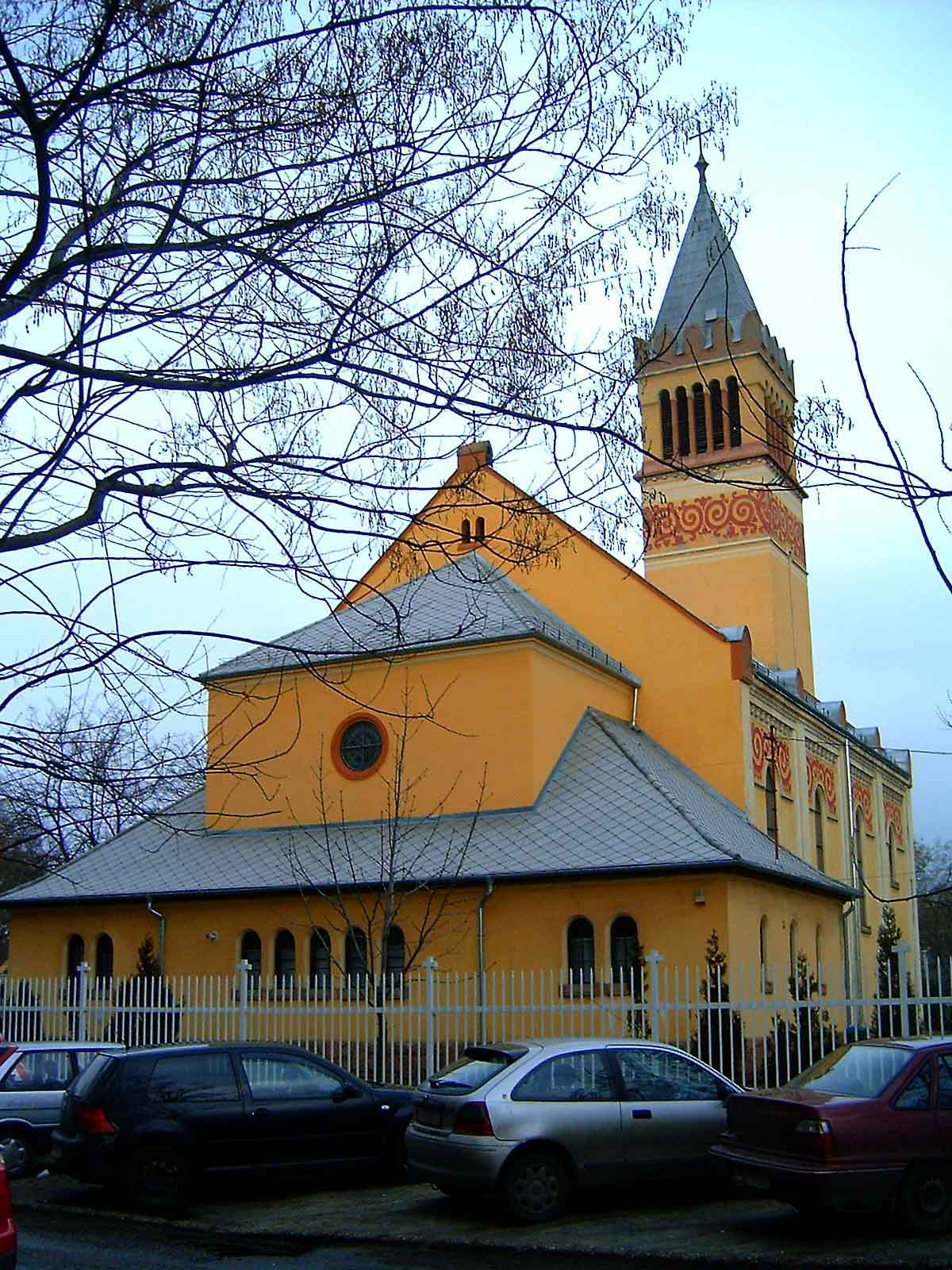
Evangelische Kirche, Rückseite
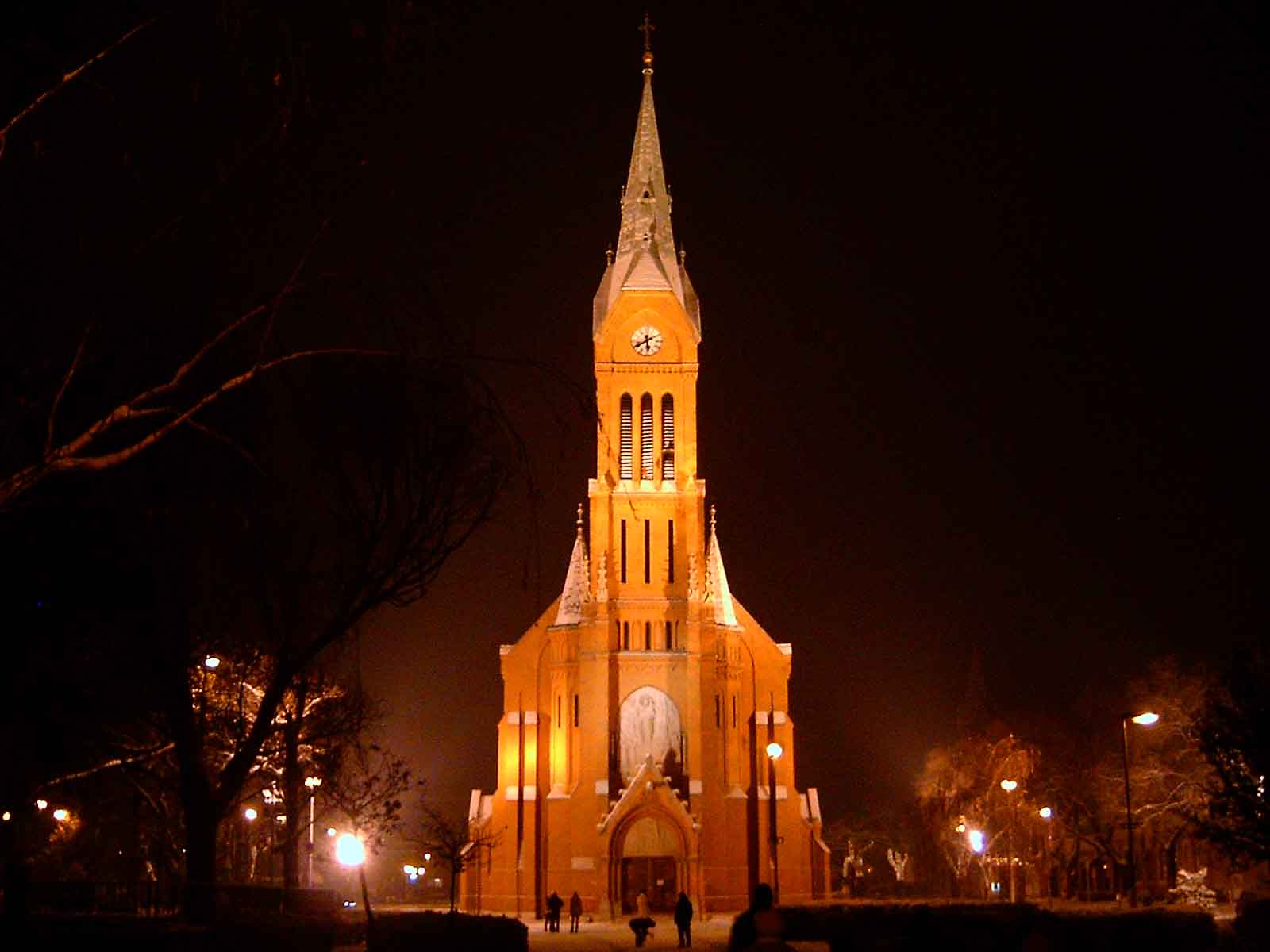
Römisch-katholische Kirche Nagyboldogasszony (2007)
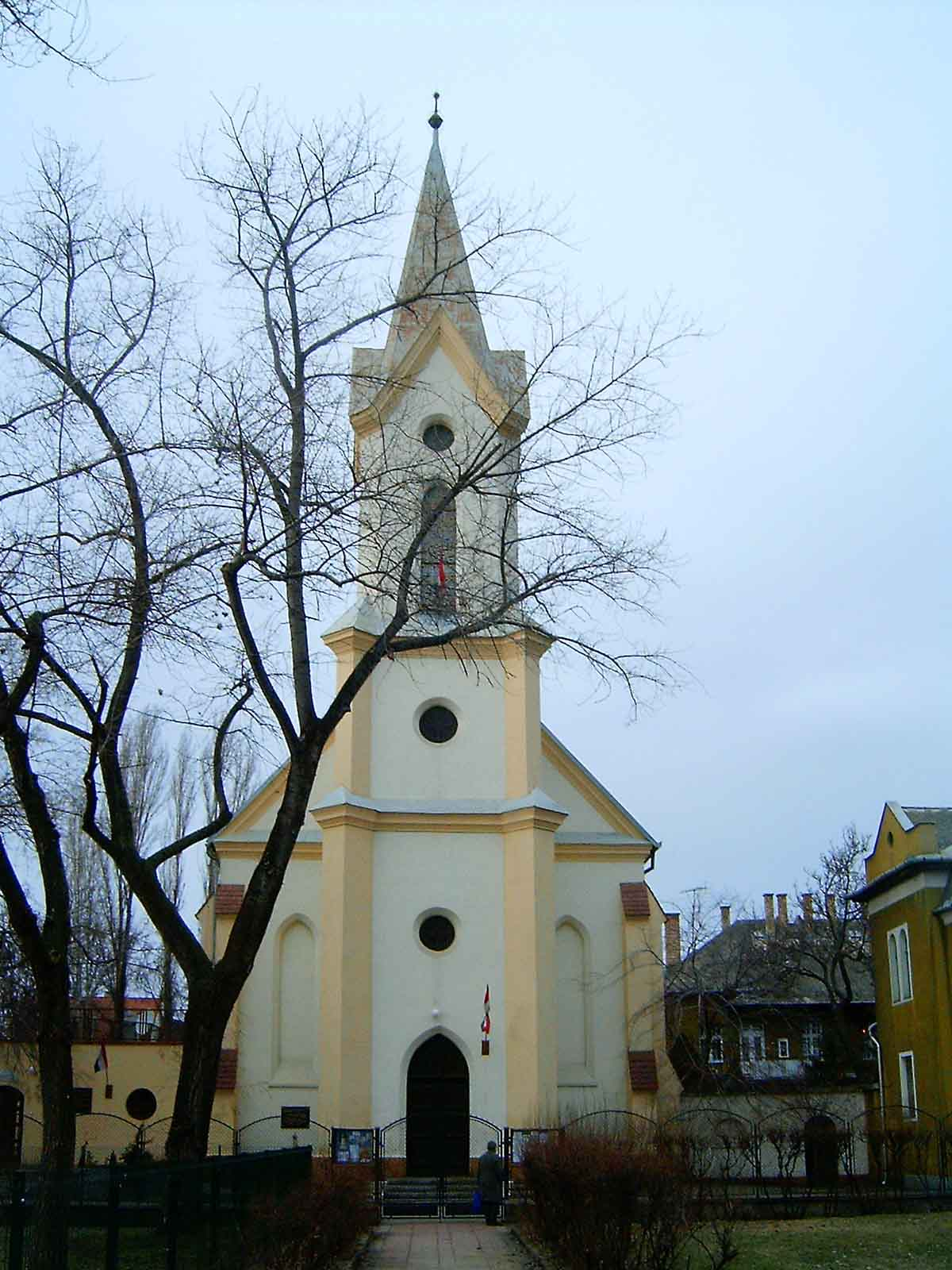
Zentrale Reformierte Kirche (2007)
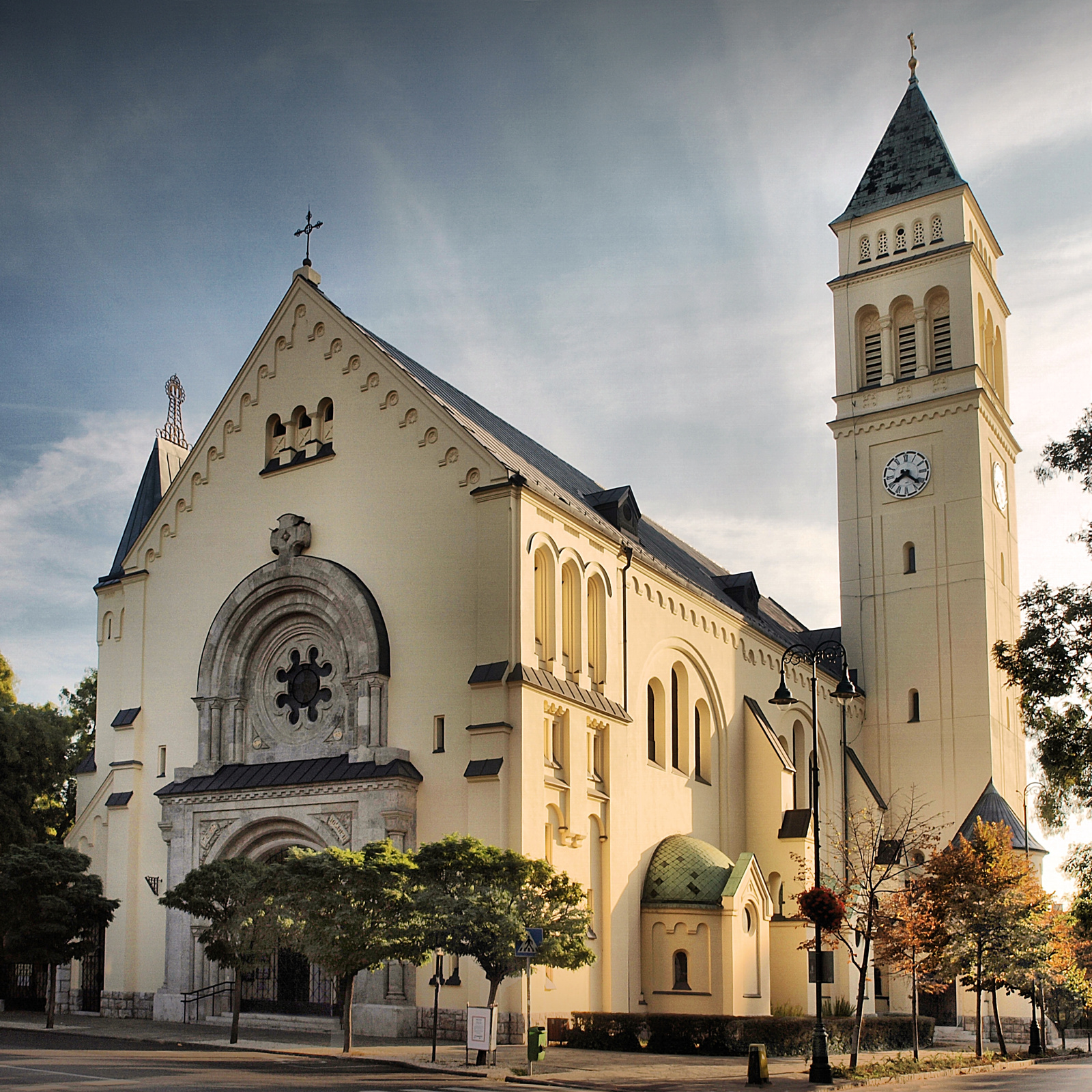
Sankt-Joseph-Kirche in Wekerletelep